# 安尼瓦尔·贾库林
安尼瓦尔·贾库林（Әнуар Жәкулин 1921年—1975年）哈萨克族，新疆塔城人，中华人民共和国官员、作家、诗人。

## 生平
青年时代参加三区革命，曾任裕民县县长。中华人民共和国成立后，1949年12月30日，经中共中央新疆分局介绍，在中共中央新疆分局书记王震主持下，同其他10位新疆少数民族干部集体加入中国共产党（无候补期），成为中国共产党在新疆发展的首批少数民族党员之一。担任新疆省人民政府畜牧厅副厅长。历任伊犁专署专员，中共新疆维吾尔自治区党委常委兼政法部部长，1959年被任命为新疆维吾尔自治区人民检察院检察长。他是第一、二届全国人大代表。
文化大革命后期，1975年安尼瓦尔·贾库林因遭迫害而逝世。

## 著作
- 小说《战斗的历程》等
- 诗歌《祖国颂》、《伟大的北京》等[1][2]